# Pierre Pillot
Pour les articles homonymes, voir Pillot.
Pierre Nicolas Pillot, né à Fontenay en 1748 et mort à Nîmes le 13 septembre 1822, est un menuisier actif à Nîmes à la fin du XVIIIe et au début du XIXe siècle.

## Biographie
Fils de Jacques Pillot et Marianne Veron, Pierre Nicolas Pillot est le quatrième enfant de Jacques, maître d’école, parent de Mathieu Bauve ou Debauve, natif du même village et maître menuisier de la communauté parisienne, formé par Nicolas-Quinibert Foliot.
À treize ans, Pierre Pillot est apprenti chez Mathieu Bauve pour une durée de six ans. Il travaille avec ce maître parisien probablement neuf ans comme compagnon.
Il s’installe à Nîmes en 1776. Après son mariage avec Marianne Saulet en 1779, il se présente à la maîtrise en 1780.
Membre actif de la corporation, il participe à l’examen des comptes de la communauté en 1783 et en 1790. Les mesures de la ville lui sont confiées, en 1785 et en 1789.
Son atelier était situé dans le quartier du Prat à l’île du Collège.

## Estampille et activités

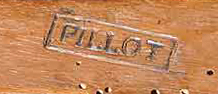
Estampille de Pierre Pillot.

Pillot estampillait une partie de sa production. Sa formation au sein de la communauté parisienne explique sans doute cette pratique. 

Quelques sièges portent à la fois l’estampille de Pillot et celle de Mathieu de Bauve. Il n’est pas interdit d’imaginer que Pierre Pillot ait fait commerce de sièges en provenance de Paris. 

Henri Vial rapporte, dans son ouvrage publié en 1912, l’existence d’une étiquette découverte sur une console fin Louis XVI. Cette étiquette, déchirée en deux endroits et incomplète, énonçait « Pillot, maître menuisier vend toutes sortes de meubles, fauteuils à l’anglaise, en médaillons […] qu’en garniture, lits à la turque, ottomane, sofa tout à la […] que dans le mon […] commodes, de tables à la grecque […] façon à juste prix […] Nismes près le marché N° 106 ». En plus petits caractères était indiqué «[…] faire sur le champ ceux qui lui seront commandés ». 

Ce document renforce l’hypothèse d’une activité de marchand exercée par Pillot en même temps que celle de menuisier.

## Production
La production estampillée comprend majoritairement des sièges (chaises, fauteuils, bergères, canapés).

Plus rares sont les commodes, les armoires et les consoles estampillées « Pillot ».
Ces meubles sont généralement assez fortement architecturés. Les pieds sont très souvent de section carrée en gaine, avec rarement plus d’une cannelure par face, parfois rudentée. Ils sont fréquemment terminés par des sabots carrés.

La traverse basse montre parfois une découpe centrale rectangulaire. 

Le répertoire ornemental  est d’inspiration néoclassique.

À cette production, se mêlent des meubles Louis XV et transition.

## Musées

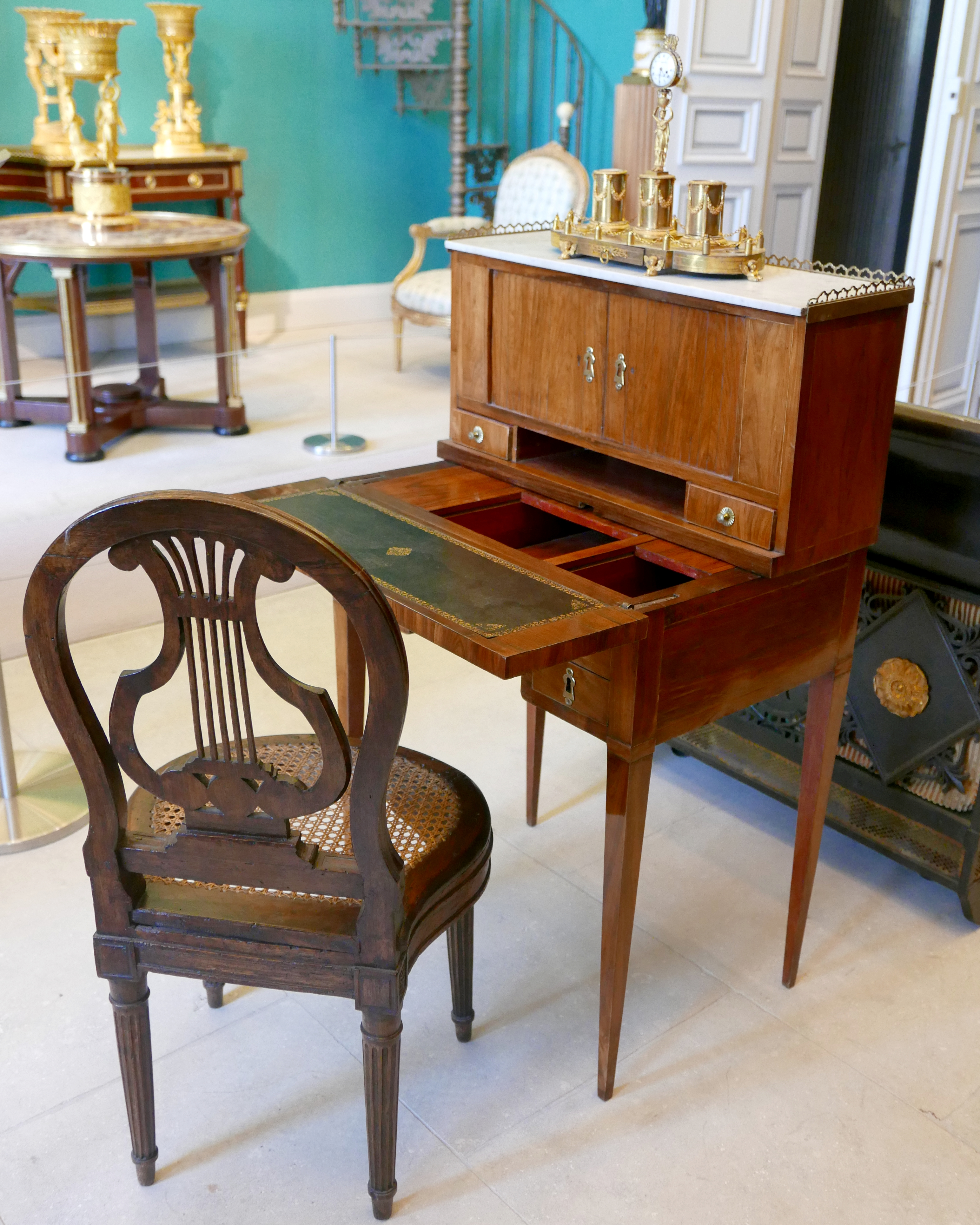
Montpellier hôtel Cabrières-Sabatier d'Espeyran.

Le musée du Vieux Nîmes conserve un ensemble de sièges et une armoire estampillés.

Le musée Fabre à Montpellier présente à l'hôtel de Cabrières-Sabatier d’Espeyran une paire de chaises cannées, en noyer dont le dossier ajouré est en forme de lyre.

## Cote
Des sièges attribués à Pillot, plus rarement estampillés, sont occasionnellement proposés par des maisons de vente françaises et anglo-saxonnes. 

Les prix sont voisins de 3 000 € pour un fauteuil, 5 000 € pour une chaise longue ou pour un lot de quatre chaises. Plus exceptionnels sont les montants qui dépassent les 10 000 €.

Les autres meubles (commodes, consoles) sont plus rares sur le marché. 

Les estimations sont alors plus importantes. 10 000 € pour une console, 20 à 25 000 € pour une commode.

## Sources
Archives départementales du Gard, Archives civiles - Sous série IV E – Corporations d’arts et métiers, IV E 214, IV E 217

Cougy J.L., Conditions de production du mobilier dans la basse vallée du rhône  à la fin du XVIIIe siècle - L’exemple de Nîmes, Université Paris-Sorbonne (Paris IV), mémoire de maîtrise, 2005

Lods L., Pillot, menuisier nîmois au XVIIIe siècle, Université Aix-Marseille I, mémoire de maîtrise, 2004

Palot B. G.B., L’art du siège au XVIIIe siècle en France, Paris, ACR-Gismondi Éditeurs, 1987.

Vial H. Marrel A. Girodie A., Les artistes décorateurs du bois. Répertoire alphabétique des ébénistes, menuisiers, sculpteurs, doreurs sur bois ayant travaillé en France aux XVIIe et XVIIIe siècles, Paris, Bibliothèque d’art et d’archéologie et J. Schmit, 2 vol. 1912-1922.